# Palpita stenocraspis
Palpita stenocraspis là một loài bướm đêm trong họ Crambidae.